# Don't Look Away
Don't Look Away är debut studioalbumet från Kate Voegele.

## Original låtlistan
1. Chicago (3:57)
2. I Get It (3:36)
3. Only Fooling Myself (3:34)
4. Top of the World (4:02)
5. One Way or Another (3:45)
6. It's Only Life (4:08)
7. Might Have Been (3:48)
8. Facing Up (4:11)
9. No Good (4:13)
10. Devil in Me (4:21)
11. I Won't Disagree (3:53)
12. Wish You Were (4:47)
13. Kindly Unspoken (4:06)

## Relanseringen
1. Chicago (3:57)
2. I Get It (3:36)
3. Only Fooling Myself (3:34)
4. Top of the World (4:02)
5. One Way or Another (3:45)
6. It's Only Life (4:08)
7. Might Have Been (3:48)
8. Facing Up (4:11)
9. No Good (4:13)
10. Devil in Me (4:21)
11. I Won't Disagree (3:53)
12. Wish You Were (4:47)
13. Kindly Unspoken (4:06)
14. I Get It (Bonus akustisk låt)* (4:02)
15. Only Fooling Myself (Bonus akustisk låt)* (4:17)
16. Wish You Were (Bonus akustisk låt)* (4:41)

- Bonuslåtarna fanns när man köpte skivan via Target

## Itunes
1. Chicago (3:57)
2. I Get It (3:36)
3. Only Fooling Myself (3:34)
4. Top of the World (4:02)
5. One Way or Another (3:45)
6. It's Only Life (4:08)
7. Might Have Been (3:48)
8. Facing Up (4:11)
9. No Good (4:13)
10. Devil in Me (4:21)
11. I Won't Disagree (3:53)
12. Wish You Were (4:47)
13. Kindly Unspoken (4:06)
14. Hallelujah* (4:54)

- Bonuslåtarna fanns bara på Itunes Store

## Deluxe version
1. Chicago (3:57)
2. I Get It (3:36)
3. Only Fooling Myself (3:34)
4. Top of the World (4:02)
5. One Way or Another (3:45)
6. It's Only Life (4:08)
7. Might Have Been (3:48)
8. Facing Up (4:11)
9. No Good (4:13)
10. Devil in Me (4:21)
11. I Won't Disagree (3:53)
12. Wish You Were (4:47)
13. Kindly Unspoken (4:06)
14. You Can't Break a Broken Heart (3:38)
15. It's Only Life (Akustisk) (4:30)
16. Facing Up (Akustisk) (4:10)
17. Devil in Me (Akustisk) (5:20)

## Officiella singlar
- "Only Fooling Myself"
- "You Can't Break a Broken Heart"

## Andra rankinglistade låtar
- "Kindly Unspoken"
- "No Good"
- "Wish You Were"
- "Hallelujah"

## Ranking
- Albumet debuterade på plats #68 och nådde som bäst plats #27 på Billboard 200.
- Den 9 mars, 2008, hamnade Kate Voegeles album på plats #8 på iTunes Top Albums Chart.